# Gary Puckett
Gary Puckett (17 de octubre de 1942) es un cantante estadounidense y líder del grupo Gary Puckett & The Union Gap en la década de 1960. Tuvieron grandes éxitos con éxitos como "Woman, Woman'", "Young Girl", "Over You", "Lady Willpower".

## Primeros años
Gary Puckett, nació el 17 de octubre de 1942 en Hibbing, Minnesota, y creció en Yakima, Washington - cerca de Union Gap - y Twin Falls, Idaho. Comenzó a tocar la guitarra en su adolescencia, se graduó en el instituto de Twin Falls en 1960 y asistió a la universidad en San Diego, California. Allí abandonó la universidad y tocó en varias bandas locales antes de unirse a los Outcasts, un grupo local de hard rock, que produjo dos sencillos, pero no tuvieron éxito.

## The Union Gap
Tras la disolución de los Outcasts, Puckett formó un nuevo grupo al que llamó Gary and the Remarkables, compuesto por el bajista Kerry Chater, el teclista Gary 'Mutha' Withem, el saxofonista tenor Dwight Bement y el baterista Paul Wheatbread.
En 1966, la banda realizó una gira por el noroeste del Pacífico sin Wheatbread, que fue contratado como batería de la casa en la serie de televisión Where the Action Is; más tarde se reincorporó a la formación. Bajo la dirección de Dick Badger, el equipo pasó a llamarse The Union Gap a principios de 1967, y sus miembros se vistieron con uniformes de la Guerra Civil al estilo del Ejército de la Unión como reclamo visual. A continuación, grabaron una maqueta, que fue escuchada por el productor discográfico y compositor de la CBS Jerry Fuller. Impresionado por la voz de tenor de Puckett y la tendencia al soft rock de la banda, Fuller les firmó un contrato de grabación con Columbia Records.
En agosto de 1967, el grupo grabó su primer sencillo, "Woman, Woman", una canción sobre los temores de un hombre de que su pareja femenina pudiera estar considerando la infidelidad, que había sido escrita y compuesta por Jim Glaser y Jimmy Payne. Se convirtió en su primer éxito, alcanzando el número 3 en Cashbox y el número 4 en la lista Billboard Hot 100. Rápidamente se certificó como un disco de oro con un millón de ventas.
Le siguieron durante los dos años siguientes "Young Girl" (número 1 en Cashbox, número 2 en Billboard), "Lady Willpower" (número 1 en Cashbox, número 2 en Billboard), "Over You" (número 5 en Cashbox, número 7 en Billboard) y "Don't Give in to Him" (número 15). Todos fueron producidos por Fuller, que también escribió y compuso "Young Girl", "Lady Willpower" y "Over You". Aunque la banda nunca tuvo un disco número 1 en el Billboard de Estados Unidos, "Young Girl" alcanzó el número 1 en la UK singles chart durante cuatro semanas en mayo/junio de 1968. "Young Girl" fue el segundo disco de un millón de ventas para la banda, que alcanzó menos de dos meses después de su emisión; "Lady Willpower" y "Over You" también obtuvieron discos de oro. El grupo actuó como cabeza de cartel en la recepción del Príncipe Carlos en la Casa Blanca y en Disneylandia en 1968, y fue nominado al Premio Grammy por mejor artista novel en 1969, perdiendo frente a José Feliciano.
Sin embargo, la banda quería escribir y producir su propio material, y a Puckett le molestaba cantar las power ballads escritas por Fuller. En 1969 Fuller preparó una orquesta de estudio de 40 piezas para grabar una nueva canción que había escrito, pero Puckett y el grupo se negaron a grabarla, la sesión se canceló y Fuller no volvió a trabajar con el grupo. La banda regresó a las listas de éxitos con "This Girl Is a Woman Now", producida por Dick Glasser, pero los lanzamientos posteriores no consiguieron entrar en el Top 40 de Billboard.

## Carrera en solitario
En 1970, Puckett comenzó a grabar en solitario, pero con un éxito limitado; Union Gap siguió siendo su banda de acompañamiento en directo hasta que se despidió tras una aparición en la Feria del Condado de Orange de 1971. El contrato de grabación de Puckett se rescindió un año después.
Tras la disolución de Union Gap, Puckett tuvo un modesto éxito como artista en solitario con el álbum de 1971 The Gary Puckett Album en Columbia, y más tarde sobre todo interpretando y regrabando las canciones del grupo. 
En 1973, había desaparecido prácticamente de la música, optando en su lugar por estudiar interpretación y danza y actuando en producciones teatrales en Los Ángeles y sus alrededores. 
Una gira de regreso organizada por el escritor musical Thomas K. Arnold le llevó a Las Vegas, Nevada, en 1981, y a partir de ese momento se convirtió en un habitual del circuito nacional de música antigua. Puckett formó parte del cartel de la primera gran gira de reunión de los Monkees en 1986, junto con The Grass Roots, con Rob Grill, y la versión actual de Herman's Hermits (sin Peter Noone). 
También ha publicado material nuevo, incluido un álbum navideño de 2001 titulado Gary Puckett at Christmas. En 1994 y 2002 Puckett actuó en el Moondance Jam cerca de Walker, Minnesota. 
A partir de 2010, Puckett continuó realizando conciertos en vivo en lugares de todo Estados Unidos, incluyendo giras del circuito de oldies "paquete" con la Asociación y los Lettermen. El 20 de junio de 2010, Puckett actuó por primera vez en Union Gap, Washington, la ciudad homónima de su antigua banda.